# Genadiusz (Timofei)
Genadiusz, imię świeckie Grigore Timofei (ur. 13 października 1981 – duchowny Rosyjskiej Prawosławnej Cerkwi Staroobrzędowej w Rumunii, od 2014 biskup Braiły. Chirotonię biskupią otrzymał 2 listopada 2014.